# Felipe Nasr
Luiz Felipe de Oliveira Nasr (Brasilia, 21 augustus 1992) is een Braziliaans autocoureur.

## Carrière

### Karting
Nasr begon zijn autosportcarrière in het karting in Brazilië op 7-jarige leeftijd. Tussen 2000 en 2007 won hij meerdere kampioenschappen in Brazilië.

### Formule BMW
Nasr maakte zijn eenzittersdebuut in de laatste ronde van de Formule BMW Americanas in 2008 op Interlagos in het voorprogramma van de Grand Prix van Brazilië, waarbij hij in de tweede race als derde eindigde.
Hij stapte over naar de Formule BMW Europa voor het team EuroInternational. Hij eindigde in 14 van de 16 races in de top twee en won de titel met 104 punten verschil van teamgenoot Daniel Juncadella.

### Formule 3
In 2010 stapte Nasr over naar het Britse Formule 3-kampioenschap voor het team Räikkönen Robertson Racing met als teamgenoten Carlos Huertas en Daisuke Nakajima. Naast dat hij voor het team heeft getekend, is hij ook ingeschreven voor de Robertson Management, de organisatie die de carrière van Formule 1-coureur Kimi Räikkönen beheert.
In 2011 reed Nasr ook in de Britse Formule 3, maar stapte over naar het team Carlin Motorsport. Hij won het kampioenschap met 7 overwinningen en 81 punten verschil op de nummer twee Kevin Magnussen. Door deze prestatie mocht hij ook deelnemen aan de Rolex 24 at Daytona Challenge. Hij werd hier met zijn teamgenoten Jorge Goncalvez, Michael McDowell en Gustavo Yacamán derde.
In 2012 reed Nasr de laatste twee races van de Formule 3 Euroseries voor het team Carlin als voorbereiding op de Grand Prix van Macau, waar hij vijfde werd.

### GP2
In 2012 stapte Nasr over naar de GP2, waar hij ging rijden voor het team DAMS naast Davide Valsecchi. Hij behaalde hier vier podiumplaatsen en eindigde met 95 punten als tiende in het kampioenschap, terwijl Valsecchi de titel won.
In 2013 stapte Nasr over naar het GP2-team van Carlin naast Jolyon Palmer. Hoewel hij geen overwinningen behaalde, eindigde hij met zes podiumplaatsen en 154 punten achter Fabio Leimer, Sam Bird en James Calado als vierde in het kampioenschap.
In 2014 blijft Nasr bij Carlin in de GP2 rijden, waar hij nu Julian Leal als teamgenoot krijgt.

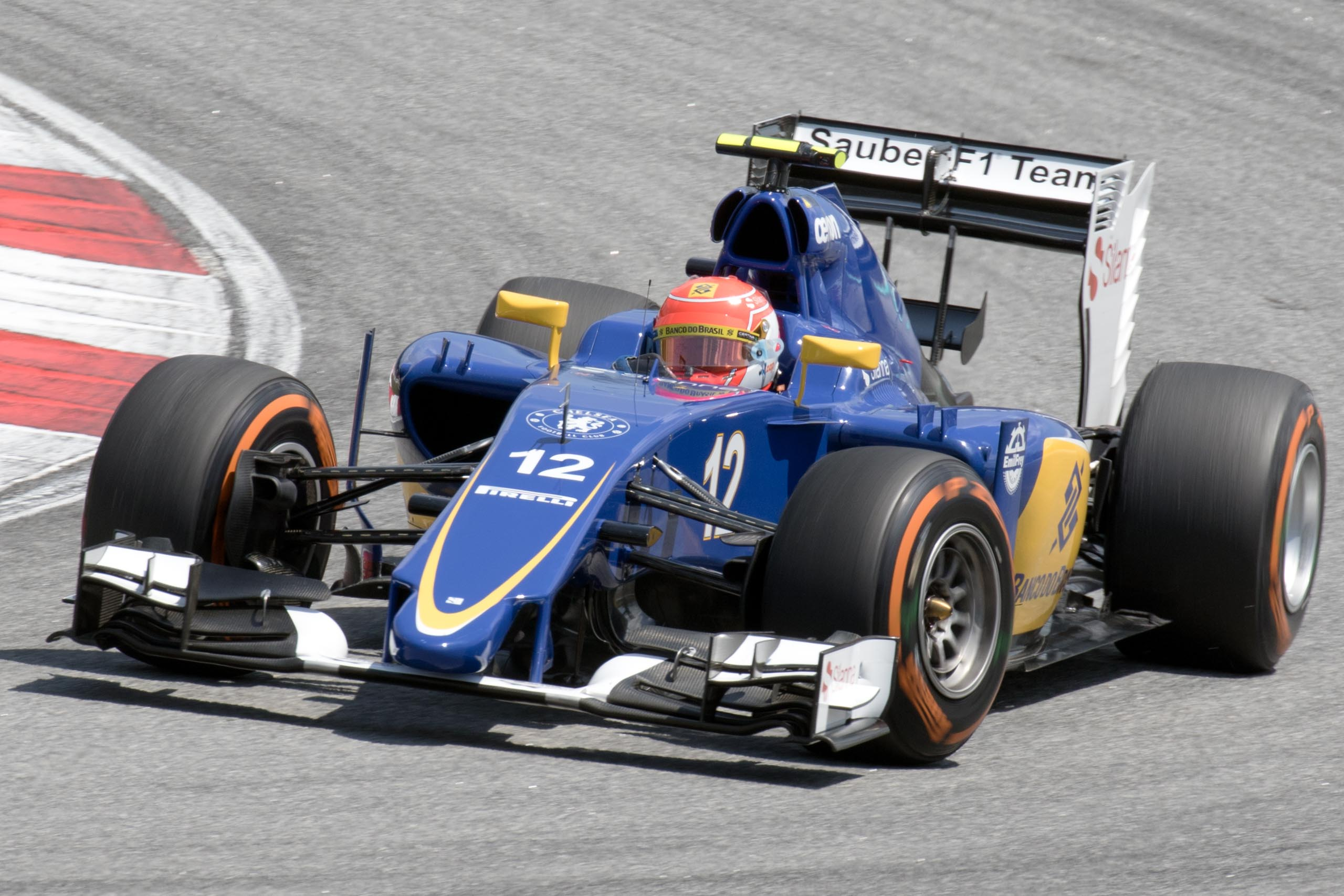
Nasr in de f1.

### Formule 1
Met de overstap van landgenoot Felipe Massa van Ferrari naar Williams F1 ging de deur naar de Formule 1 open. In 2014 is Felipe Nasr test- en reservecoureur bij Williams. In de Grand Prix van Bahrein maakte hij zijn debuut in een vrijdagtraining in de Formule 1. Op 6 november 2014 werd bekend dat Nasr in 2015 zijn Formule 1-debuut maakt bij het team Sauber, waar hij naast Marcus Ericsson gaat rijden.

## Formule 1-carrière
| Jaar/Jaren    | Team   |
| ------------- | ------ |
| 2015 t/m 2016 | Sauber |

|                       | 2015 | 2016 | Totaal |
| --------------------- | ---- | ---- | ------ |
| Aantal races          | 19   | 21   | 40     |
| Aantal zeges          | 0    | 0    | 0      |
| Aantal pole-positions | 0    | 0    | 0      |
| Aantal snelste ronden | 0    | 0    | 0      |
| Aantal podiumplaatsen | 0    | 0    | 0      |
| Aantal WK-punten      | 27   | 2    | 29     |
| Eindstand WK          | 13   | 17   |        |

### Totale Formule 1-resultaten
| Seizoen | Inschrijving            | Chassis       | Motor                         | 1      | 2      | 3      | 4      | 5      | 6       | 7      | 8      | 9       | 10     | 11     | 12      | 13     | 14      | 15     | 16      | 17      | 18     | 19     | 20    | 21     | Pos | Punten |
| ------- | ----------------------- | ------------- | ----------------------------- | ------ | ------ | ------ | ------ | ------ | ------- | ------ | ------ | ------- | ------ | ------ | ------- | ------ | ------- | ------ | ------- | ------- | ------ | ------ | ----- | ------ | --- | ------ |
| 2014    | Williams Martini Racing | Williams FW36 | Mercedes PU106A Hybrid 1.6 V6 | AUS    | MAL    | BHR TC | CHN TC | SPA TC | MON     | CAN    | OOS    | GBR     | DUI    | HON    | BEL     | ITA    | SIN     | JPN    | RUS     | VST TC  | BRA TC | ABU    |       |        | -   | -      |
| 2015    | Sauber F1 Team          | Sauber C34    | Ferrari 059/4 V6              | AUS 5  | MAL 12 | CHN 8  | BHR 12 | SPA 12 | MON 9   | CAN 16 | OOS 11 | GBR DNS | HON 11 | BEL 11 | ITA 13  | SIN 10 | JPN 20  | RUS 6  | VST 9   | MEX DNF | BRA 13 | ABU 15 |       |        | 13  | 27     |
| 2016    | Sauber F1 Team          | Sauber C35    | Ferrari 061 V6                | AUS 15 | BHR 14 | CHN 20 | RUS 16 | SPA 14 | MON DNF | CAN 18 | EUR 12 | OOS 13  | GBR 15 | HON 17 | DUI DNF | BEL 17 | ITA DNF | SIN 13 | MAL DNF | JPN 19  | VST 15 | MEX 15 | BRA 9 | ABU 16 | 17  | 2      |